# エリザ・ヒットマン
イライザ・ヒットマン（Eliza Hittman、1979年12月9日 - ） は、アメリカ合衆国の映画監督、脚本家である。

## フィルモグラフィー
- 愛のように感じた It Felt Like Love (2013) 監督・脚本・製作
- ブルックリンの片隅で Beach Rats (2017) 監督・脚本
- 17歳の瞳に映る世界 Never Rarely Sometimes Always (2020) 監督・脚本